# Diocesi di Galway e Kilmacduagh

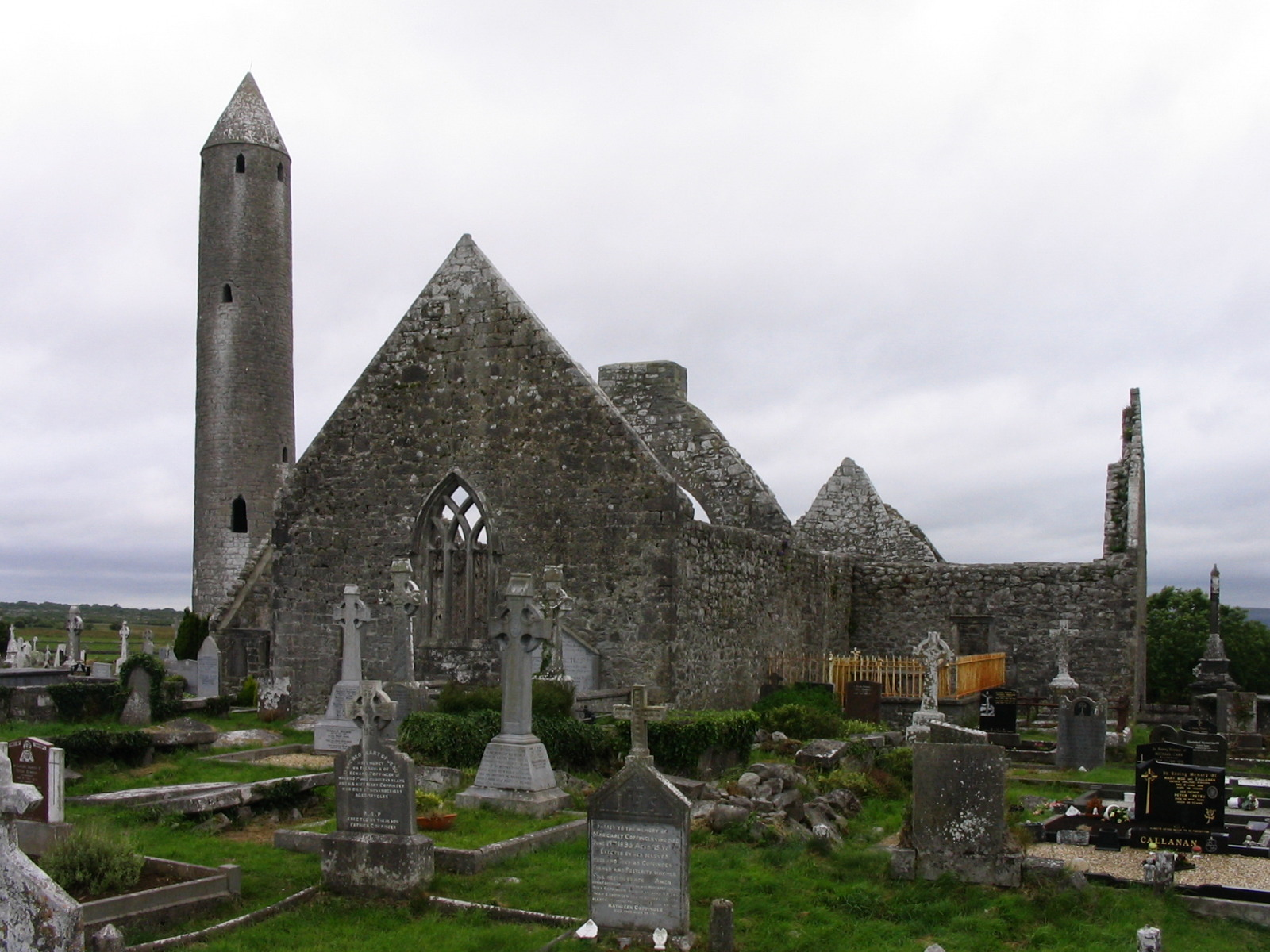
Rovine dell'antica cattedrale di Kilmacduagh.

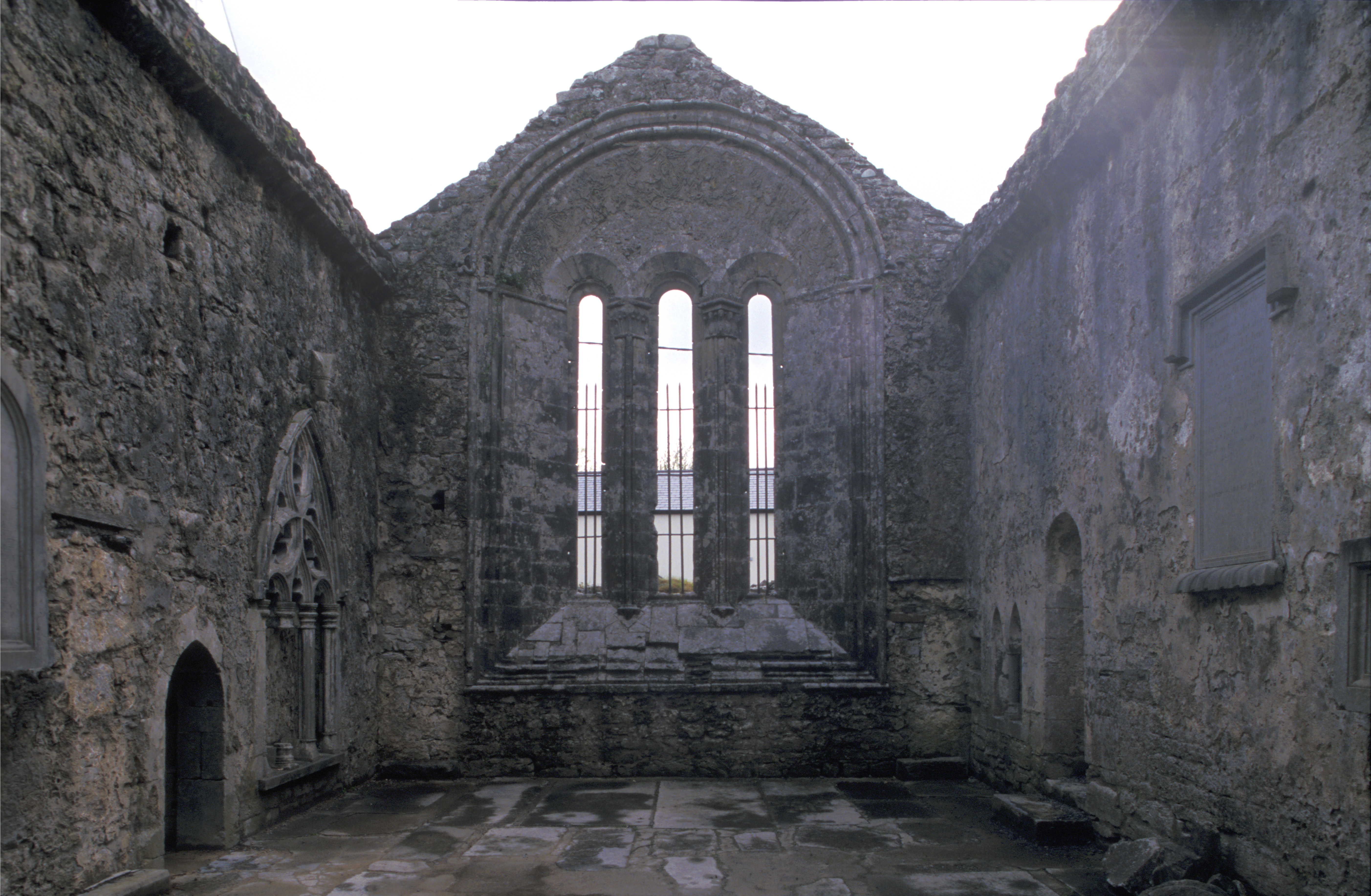
Rovine dell'antica cattedrale di Kilfenora.

La diocesi di Galway e Kilmacduagh (in latino Dioecesis Galviensis et Duacensis) è una sede della Chiesa cattolica in Irlanda suffraganea dell'arcidiocesi di Tuam. Nel 2021 contava 116.752 battezzati su 152.755 abitanti. È retta dal vescovo Michael Gerard Duignan.
Ai vescovi di Galway e Kilmacduagh è affidata in amministrazione perpetua la sede di Kilfenora (Fenaborensis), suffraganea dell'arcidiocesi di Cashel e Emly.

## Territorio
La diocesi comprende parte delle contee irlandesi di Galway, Mayo e Clare.
Sede vescovile è la città di Galway, dove si trova la cattedrale di Nostra Signora Assunta in Cielo e di San Nicola. A Kilmacduagh sorge l'ex cattedrale, ora ridotta in rovina, dedicata a san Colmano.
Il territorio si estende su 2.610 km² ed è suddiviso in 40 parrocchie, raggruppate in 5 decanati: Galway est, Galway ovest, Galway rurale, Kilmacduagh e Kilfenora.

## Storia
La diocesi di Galway e Kilmacduagh deriva dall'unione di più sedi.

### Diocesi di Galway
La diocesi di Galway deriva dall'antica diocesi di Enachdune. Dal 1253 al 1306 la sede fu soppressa e il suo territorio fu unito all'arcidiocesi di Tuam. Nel 1306 il decano e il capitolo di Enachdune (oggi Annaghdown) elessero il vescovo Gilbert senza ottenere la previa autorizzazione del re e nonostante la sede fosse soppressa. L'arcivescovo di Tuam si appellò alla Santa Sede, ma il vescovo Gilbert, già consacrato, rimase in carica. Gli arcivescovi di Tuam cercarono per circa 250 anni di imporre sull'abbazia di Annaghdown e sulle parrocchie soggette la loro giurisdizione, scontrandosi con gli abati che cercavano di mantenere la propria indipendenza. Il malcontento sollevato da questa situazione da parte di alcune famiglie anglo-normanne della vicina città di Galway, costrinse il vescovo di Tuam, nel 1484, ad esentare quest'ultima dalla sua giurisdizione.
Papa Innocenzo VIII sancì questa disposizione e stabilì la custodia di Galway, una circoscrizione ecclesiastica sui generis. Il custode della collegiata di San Nicola aveva poteri quasi-episcopali, con diritto di nomina dei parroci della città di Galway e di alcune parrocchie vicine e la facoltà di visitare i monasteri, mentre ovviamente non poteva conferire gli ordini. Era assistito da altri otto vicari cittadini, che costituivano una sorta di capitolo. Sia il custode sia i vicari erano eletti dalla popolazione locale.
Nel XVII e XVIII secolo i custodi di Galway furono spesso in contrasto con gli arcivescovi di Tuam, che reclamavano alcuni diritti sulla città di Galway. A ciò si aggiunsero problemi per l'elezione dei custodi e dei vicari, quando in seguito alle leggi penali irlandesi i cattolici, che pure costituivano la stragrande maggioranza degli abitanti di Galway, non potevano registrarsi come borghesi, ai quali spettava il diritto di elezione. Così fu necessario creare un registro cittadino clandestino e alternativo, ma ciò non impedì il sorgere di rivalità tribali. Nel 1793 i cittadini di Galway poterono tornare a riunirsi liberamente per l'elezione.
L'elezione popolare causò non pochi incidenti e tumulti, al punto che, in una visita ad limina a Roma nel 1828, i vescovi irlandesi chiesero la soppressione di questo privilegio. Papa Gregorio XVI con la bolla Sedium Episcopalium del 27 aprile 1831 eresse la diocesi di Galway.

### Diocesi di Kilmacduagh
La diocesi di Kilmacduagh deriva da un'antica sede monastica, fondata nella prima metà del VII secolo da san Colmano. Successivamente la sede fu retta da abati, che non erano necessariamente consacrati vescovi, come comunemente avveniva nel monachesimo irlandese. Anticamente negli annali irlandesi era anche nota come diocesi di Hy Fiachra.
In occasione della riorganizzazione della Chiesa irlandese sul modello di quella continentale, la diocesi di Kilmacduagh non è menzionata nel sinodo di Rathbreasail del 1111, ma il sinodo di Kells del 1152 stabilì Kilmacduagh come suffraganea dell'arcidiocesi di Tuam. Il primo vescovo noto è Rugdan O'Ruadan (Imar Ua Ruaidin) segnalato nel 1176. Fino al termine del Medioevo tutti i vescovi noti sono irlandesi d'origine. La prima menzione di capitolo dei canonici della cattedrale risale al 1253.
Durante la prima metà del XIV secolo la diocesi fu momentaneamente unita a quella di Tuam; ma la protesta del capitolo della cattedrale portò nel 1358 alla separazione delle due sedi.
Dopo lo scisma anglicano voluto da Enrico VIII d'Inghilterra la diocesi visse un lungo periodo di crisi e la sede rimase vacante per quasi tutto il XVII secolo.

### Diocesi di Kilmacduagh e Kilfenora
Il 12 novembre 1750 la diocesi di Kilmacduagh fu unita alla sede di Kilfenora. Poiché, essendo quest'ultima suffraganea dell'arcidiocesi di Cashel, appartenevano a due metropolie diverse, non si poté giungere ad un'unione piena delle due sedi: perciò fu stabilito che alternativamente i vescovi portassero il titolo di Kilmacduagh e fossero amministratori apostolici di Kilfenora oppure portassero il titolo di Kilfenora e fossero amministratori apostolici di Kilmacduagh. All'epoca dell'unione la diocesi di Kilmacduagh contava otto o nove parrocchie e quella di Kilfenora ancora meno.
Agli inizi del XIX secolo il vescovo risiedeva abitualmente a Kinvara, non potendo disporre di una residenza adatta a Kilmacduagh. Nel 1834 la sola diocesi di Kilmacduagh comprendeva poco più di 45.000 fedeli, scesi a 36.000 quindici anni dopo, a causa dell'emigrazione, dovuta alla carestia che colpì l'Irlanda.
Dal 1866 le due sedi unite non ebbero più vescovi e furono affidate in qualità di amministratore apostolico a John McEvilly vescovo di Galway.

### Diocesi di Galway e Kilmacduagh
Il 5 giugno 1883 in forza del breve Ecclesiae Tuamensis di papa Leone XIII, fu sciolta l'unione delle diocesi di Kilmacduagh e Kilfenora: Kilmacduagh fu unita a Galway (dando origine all'odierna diocesi), mentre Kilfenora fu data in amministrazione perpetua ai vescovi di Galway e Kilmacduagh.
Nel 1958 fu iniziata la costruzione dell'attuale cattedrale, che fu terminata nel 1965.
La diocesi ha ricevuto la visita pastorale di papa Giovanni Paolo II nel 1979.
Dall'11 febbraio 2022 è unita in persona episcopi alla diocesi di Clonfert.

## Cronotassi dei vescovi
Si omettono i periodi di sede vacante non superiori ai 2 anni o non storicamente accertati.

### Vescovi di Kilmacduagh
- San Colmano † (menzionato nel 620)
- Indrecht † (? - 814 deceduto)
- Rugdan O'Ruadan (Imar Ua Ruaidin) † (prima del 1176 - 1178 deceduto)
- MacGiolla Ceallagh O'Ruadan † (? - 1203 deceduto)
- O'Kelly † (? - 1214 deceduto)
- Maelmurry O'Connor † (? - 1224 deceduto)
- Hugh † (menzionato il 12 maggio 1227)[4]
- O'Connor O'Murray † (? - 1247 deceduto)
- Gelasius MacScelaig † (? - 1249 deceduto)
- Maurice I'Leyan † (? - 1283 deceduto)
- David O'Sedaghan † (prima del 13 luglio 1284 - prima di giugno 1290 deceduto)
- Lawrence O'Loghnan, O.Cist. † (agosto 1290 - prima di maggio 1307 deceduto)
- Luke † (1308 - 1325 deceduto)
- John † (1326 consacrato - dopo il 1347 deceduto)
- Nicholas † (16 novembre 1358 - dopo il 1371 o il 1377)
- Gregory I'Leyan † (12 novembre 1393 - 1395 deceduto)
- Nicholas I'Leyan, O.P. † (circa 1395 - circa 1399 deceduto)
- John I'Comaid † (circa 1399 - 1401 deceduto)
- Henry † (1405 - ?)
- Denis I †
- Eugene O'Falan † (25 maggio 1410 - 6 luglio 1418 nominato vescovo di Killaloe)
- Dermot O'Donagh † (6 luglio 1418 - ? deceduto)
- John I'Iombarg, O.Cist. † (23 ottobre 1419 - ? deceduto)
- Denis II † (10 maggio 1441 - prima di dicembre 1478 deceduto)
- Cornelius † (8 gennaio 1479 - 8 marzo 1503 dimesso)
- Matthew O'Briain † (8 marzo 1503 - prima di agosto 1533 deceduto)
- Christopher Bodykin † (3 settembre 1533 - 1537 o 1555 nominato arcivescovo di Tuam)[5]
- Cornelius Ideay ? † (5 maggio 1542 - ? deceduto)
- Malachy O'Moloney † (22 agosto 1576 - 1603 o 1610 deceduto)
  - Sede vacante (1603/1610-1647)
- Hugh Burke, O.F.M.Obs. † (11 marzo 1647 - 1653 deceduto)
  - Sede vacante (1653-1707)
- Ambrose O'Madden † (15 marzo 1707 - 28 agosto 1711 nominato vescovo di Clonfert)
- Francis Burke, O.F.M.Obs. † (5 gennaio 1720 - 16 agosto 1732 deceduto))
- Martin Burke † (22 novembre 1732 - 1º gennaio 1744 deceduto)
- Peter Kilkelly, O.P. † (22 gennaio 1744 - 12 novembre 1750 nominato vescovo di Kilmacduagh e Kilfenora)

### Vescovi di Kilmacduagh e Kilfenora
- Peter Kilkelly, O.P. † (12 novembre 1750 - 29 maggio 1783 deceduto)
- Laurence Nihill, S.I. † (23 dicembre 1783 - 29 giugno 1795 deceduto)
- Edward Dillon † (29 giugno 1795 succeduto - 19 novembre 1798 nominato arcivescovo di Tuam)
- Nicholas Joseph Archdeacon † (31 maggio 1800 - 27 novembre 1823 deceduto)
- Edmond French, O.P. † (24 agosto 1824 - 14 luglio 1852 deceduto)
- Patrick Fallon † (28 gennaio 1853 - 1866 dimesso[6])
  - Sede vacante (1866-1883)[7]

### Vescovi di Galway
- Nicholas Foran † (27 aprile 1831 - 31 luglio 1831 dimesso) (vescovo eletto)

- George Joseph Plunket Browne † (26 agosto 1831 - 26 marzo 1844 nominato vescovo di Elphin)
- Laurence O'Donnell † (27 settembre 1844 - 29 giugno 1855 deceduto)
- John MacEvilly † (9 gennaio 1857 - 7 novembre 1881 succeduto arcivescovo di Tuam)[9]

### Vescovi di Galway e Kilmacduagh e amministratori apostolici di Kilfenora
- Thomas Joseph Carr † (12 giugno 1883 - 16 novembre 1886 nominato arcivescovo di Melbourne)
- Francis McCormack † (26 aprile 1887 - 21 ottobre 1908 dimesso[10])
- Thomas O'Dea † (29 aprile 1909 - 9 aprile 1923 deceduto)
- Thomas O'Doherty † (13 luglio 1923 - 15 dicembre 1936 deceduto)
- Michael Browne † (6 agosto 1937 - 21 luglio 1976 ritirato)
- Eamon Casey † (21 luglio 1976 - 6 maggio 1992 dimesso)
- James McLoughlin † (10 febbraio 1993 - 23 maggio 2005 ritirato)
- Martin Drennan † (23 maggio 2005 - 29 luglio 2016 dimesso)
- Brendan Kelly (11 dicembre 2017 - 11 febbraio 2022 ritirato)
- Michael Gerard Duignan, dall'11 febbraio 2022

## Statistiche
Le diocesi unite di Galway e Kilmacduagh e di Kilfenora nel 2021 su una popolazione di 152.755 persone contavano 116.752 battezzati, corrispondenti al 76,4% del totale.
| anno | popolazione | popolazione | popolazione | presbiteri | presbiteri | presbiteri | presbiteri                | diaconi | religiosi | religiosi | parrocchie |
| anno | battezzati  | totale      | %           | numero     | secolari   | regolari   | battezzati per presbitero | diaconi | uomini    | donne     | parrocchie |
| ---- | ----------- | ----------- | ----------- | ---------- | ---------- | ---------- | ------------------------- | ------- | --------- | --------- | ---------- |
| 1950 | 59.379      | 59.742      | 99,4        | 144        | 74         | 70         | 412                       |         | 240       | 300       | 31         |
| 1970 | 57.026      | 57.435      | 99,3        | 151        | 89         | 62         | 377                       |         | 143       | 349       | 32         |
| 1980 | 72.860      | 73.648      | 98,9        | 165        | 109        | 56         | 441                       |         | 144       | 305       | 39         |
| 1990 | 76.100      | 77.159      | 98,6        | 96         | 94         | 2          | 792                       |         | 43        | 236       | 39         |
| 1999 | 91.282      | 94.014      | 97,1        | 117        | 78         | 39         | 780                       |         | 61        | 217       | 40         |
| 2000 | 92.971      | 96.004      | 96,8        | 127        | 80         | 47         | 732                       |         | 62        | 221       | 40         |
| 2001 | 95.166      | 96.304      | 98,8        | 129        | 76         | 53         | 737                       |         | 65        | 210       | 40         |
| 2002 | 98.157      | 101.234     | 97,0        | 124        | 77         | 47         | 791                       |         | 62        | 224       | 40         |
| 2003 | 100.755     | 103.138     | 97,7        | 117        | 75         | 42         | 861                       |         | 62        | 225       | 40         |
| 2004 | 102.425     | 105.079     | 97,5        | 113        | 74         | 39         | 906                       |         | 58        | 219       | 38         |
| 2006 | 104.822     | 109.493     | 95,7        | 112        | 70         | 42         | 935                       |         | 61        | 188       | 38         |
| 2013 | 103.084     | 113.392     | 90,9        | 100        | 61         | 39         | 1.030                     |         | 58        | 205       | 39         |
| 2016 | 111.584     | 122.466     | 91,1        | 95         | 58         | 37         | 1.174                     |         | 55        | 228       | 39         |
| 2019 | 114.022     | 140.152     | 81,4        | 107        | 62         | 45         | 1.065                     |         | 60        | 187       | 40         |
| 2021 | 116.752     | 152.755     | 76,4        | 85         | 45         | 40         | 1.373                     |         | 51        | 182       | 40         |

### Cronotassi di Kilmacduagh
- (LA)  Roger Aubert, v. Kilmacduagh, Dictionnaire d'histoire et de géographie ecclésiastiques, vol. XXIX, Paris, 2007, coll. 43-45
- (LA)  Pius Bonifacius Gams, Series episcoporum Ecclesiae Catholicae, Graz, 1957, vol. I, p. 225; vol. II, p. 69
- (LA)  Konrad Eubel, Hierarchia Catholica Medii Aevi, vol. 1, p. 228; vol. 2, p. 146; vol. 3, p. 188; vol. 4, p. 177; vol. 5, p. 188; vol. 6, p. 201; vol. 7, p. 180; vol. 8, p. 252
- (EN)  Henry Cotton, The Succession of the Prelates and Members of the Cathedral Bodies of Ireland. Fasti ecclesiae Hiberniae, Vol. 4, The Province of Connaught, Dublin, Hodges and Smith 1850, pp. 197–201
- (EN)  Edward Alexander Cook, The diocesan history of Killaloe, Kilfenora, Clonfert, and Kilmacduagh, Dublin, 1886
- (EN)  Jerome Fahey, The history and antiquities of the diocese of Kilmacduagh, Dublin, 1893
- (EN)  Diocesi di Kilmacduagh su Catholic-Hierarchy.org
- (EN)  Diocesi di Kilmacduagh, su GCatholic.org

### Cronotassi di Galway
- (LA)  Pius Bonifacius Gams, Series episcoporum Ecclesiae Catholicae, Graz, 1957, vol. I, p. 221; vol. II, p. 68
- (LA)  Konrad Eubel, Hierarchia Catholica Medii Aevi, vol. 7, pp. 201–202; vol. 8, p. 282